# Le Champ de blé aux iris
Le Champ de blé aux iris (Veld met bloemen bij Arles) est un tableau de Vincent van Gogh peint dans les environs d'Arles en 1888. Le peintre le décrit ainsi à son frère Théo dans une lettre, dans laquelle il lui en fait l'esquisse :

« Une prairie pleine de boutons d’or très jaune, un fossé avec des plantes d’iris aux feuilles vertes à fleurs violettes, dans le fond la ville, quelques saules gris – une bande de ciel bleu. Si on ne coupe pas la prairie je voudrais refaire cette étude car la donnée était bien belle et j’ai eu du mal à trouver la composition. Une petite ville entourée d’une campagne entièrement fleurie de jaune et de violet. Tu sais ce serait un joli rêve japonais. Ayant demandé le prix de transport de l’envoi qui est parti par petite vitesse, cela sera 7 francs en gare à Paris. Vu qu’il ne me reste pas grand-chose je n’ai pas affranchi ici – mais si on demandait davantage il faudrait réclamer. »

— Lettre à Théo Van Gogh, Arles, 12 mai 1888.

## Parcours du tableau
- 1890-1891 : Théo Van Gogh
- 1891-1925 : J.G. Van Gogh-Bonger
- 1925-1962 : V.W. Van Gogh
- 1962 : Fondation Vincent Van Gogh
- 1962-1973 : en dépôt au Stedelijk Museum d'Amsterdam
- depuis 1973 : en dépôt permanent au Musée Van Gogh d'Amsterdam